# Lillsjön (Floda socken, Södermanland, 655399-153664)
Lillsjön är en sjö i Katrineholms kommun i Södermanland och ingår i Nyköpingsåns huvudavrinningsområde.